# Ortodoxa fanbärarnas union
Ortodoxa fanbärarnas union (ryska: Союз православных хоругвеносцев, förkortat СПХ/Sojuz pravoslavnykh khorugvenostsev, förkortat SPK; kyrkslaviska: Сою́зъ правосла́вныхъ хорꙋгвеносцевъ) är en rysk högerextrem, ultranationalistisk, absolut monarkistisk och östortodox kristen organisation.
Organisationen har ingen politisk makt och säger sig tillhöra den Rysk-ortodoxa kyrkan.

## Historia
Ortodoxa fanbärarnas union grundades år 1992 av Leonid Simonovitj-Niksjitj, som själv var ledaren fram tills hans död i mars 2022 vid 75 års ålder.
Den 20 december 2006 tilldelades Simonovitj-Nikšić utmärkelsen Sankt Sergius av Radonezjs-orden (tredje klass) av Rysk-ortodoxa kyrkans dåvarande patriark, Aleksij II.

## Ideologier
Organisationens huvudmål är ''stärkandet och spridningen av den ortodoxa tron, återupprättandet av den autokratiska monarkin, återupplivandet av det ryska nationella självmedvetandet och den kejserliga ryska patriotismen över hela det ryska imperiets territorium."
Rörelsen är starkt emot HBTQ, där de bland annat demonstrerade mot Moskvas pridefestival i maj 2006. De förkastar Harry Potter, vilken de kallar för den "gudshatande boken", men även darwinism och ateism.

## Aktivitet
Rörelsen brukar genomföra processioner och demonstrationer med fanor, flaggor och ikoner. De höll bland annat en procession den 17 juli 2018, med anledning av det hade gått 100 år sedan tsar Nikolaj II och hans familj hade avrättats av bolsjevikerna mellan den 16 juli och 17 juli 1918.

## Symbol
Ortodoxa fanbärarnas unions symbol har tre stycken dödskallar med varsin kniv i munnen som är omgivna av tre östortodoxa kors och två texter där det står ''Ortodoxi eller död!'' på kyrkslaviska (“Православiе или смерть!”) och grekiska (”Ορθοδοξία ή θάνατος!”), som är även gruppens slogan.
Den lilla texten ''СПХ'' (SPH) under dödskallarna är organisationens förkortning på ryska.

## Internationella kontakter
I Ryssland har Unionen av ortodoxa fanbärare kontakt med den högerextrema och paramilitära organisationen Ryska imperiska rörelsen (RIR).
Rörelsen har också goda kontakter med många biskopar från den Serbisk-ortodoxa kyrkan och tjetniker, då de bland annat träffades när rörelsen besökte Serbien och Montenegro i juli och augusti 2002.

## Citat
"Vi strävar efter att återupprätta en autokratisk monarki. Som den vi hade under våra tsarer. Det är bara möjligt genom kyrkan. Det är inte på något sätt möjligt på ett politiskt sekulärt sätt, för det skulle vara en diktator.'' - Leonid Simonovitj-Niksjitj

## Bilder

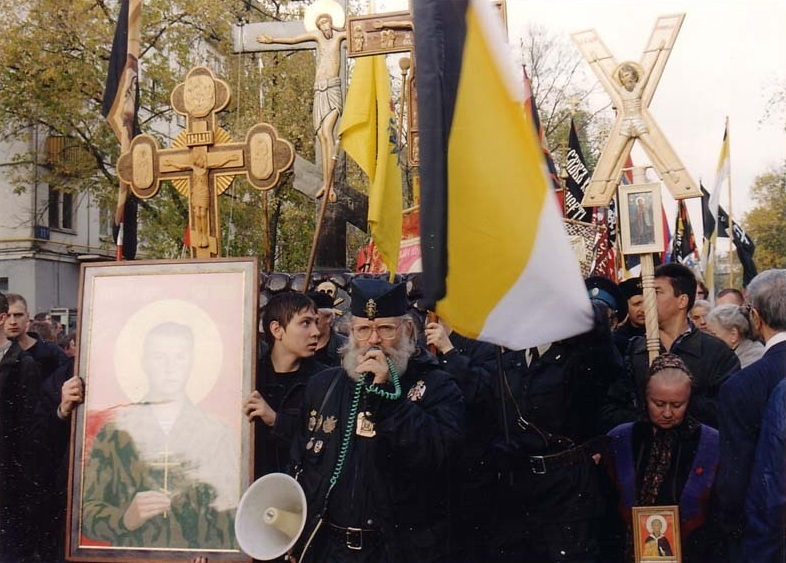
Organisationen vid en procession i Moskva, Ryssland 2003 och organisationens grundare, Leonid Simonovitj-Niksjitj (mitten med högtalaren).
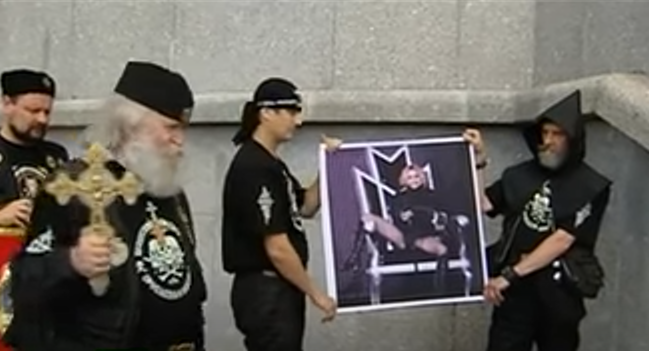
Medlemmar från Ortodoxa fanbärarnas union tänder på en affisch föresällande artisten Madonna efter att ha anklagat henne för hädelse.